# Mocona
Moconá, Saltos del Moconá ou Salto Yucumã, est une chute d'eau située sur le fleuve Uruguay, à la frontière entre le Brésil et l'Argentine. Il s'agit de la chute d'eau la plus large au monde : 3 000 mètres.
Elle est située aux limites entre la province de Misiones en Argentine, dans la Réserve de biosphère Yabotí, et l'État du Rio Grande do Sul au Brésil, avec la zone protégée du parc d'État du Turvo.
Cette chute d'eau a la particularité de ne pas être transversale au cours de l'eau, comme pour la plupart des cascades, mais de lui être parallèle. Cette particularité est due à une faille géologique formée au cours de la période glaciaire en contrebas du lit du fleuve, dont la profondeur atteint 170 mètres à certains endroits. De ce fait, la hauteur et la largeur des Saltos del Mocona sont variables en fonction du niveau de l'eau : quand le niveau du fleuve est haut, leur longueur se réduit à 1 800 mètres ; leur hauteur va de 5 à 7 mètres jusqu'à 15 mètres lorsque le fleuve est bas.

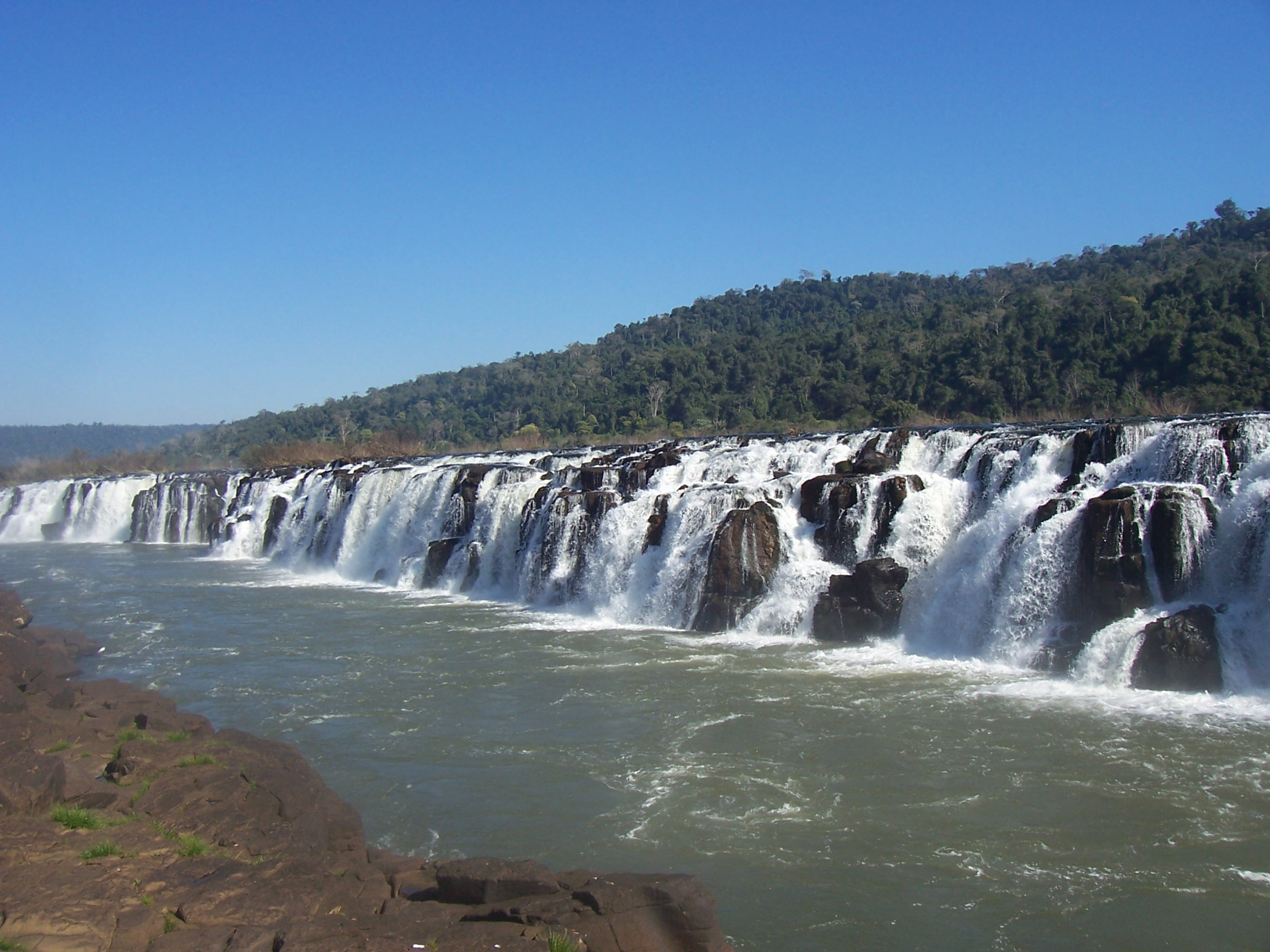
Vue de la chute de Mocona en longueur